# بری‌ویکن
بری‌ویکن (به سوئدی: Bergviken) یک منطقهٔ مسکونی در سوئد است که در نوربوتن واقع شده‌است. بری‌ویکن ۳٬۲۳۱ نفر جمعیت دارد.